# Glyptogona sextuberculata
Glyptogona sextuberculata is een spinnensoort in de taxonomische indeling van de wielwebspinnen (Araneidae).
Het dier behoort tot het geslacht Glyptogona. De wetenschappelijke naam van de soort werd voor het eerst geldig gepubliceerd in 1863 door Eugen von Keyserling.